# Parc naturel du Kamtchatka du Sud
Ne doit pas être confondu avec Réserve naturelle du Kamtchatka du Sud.

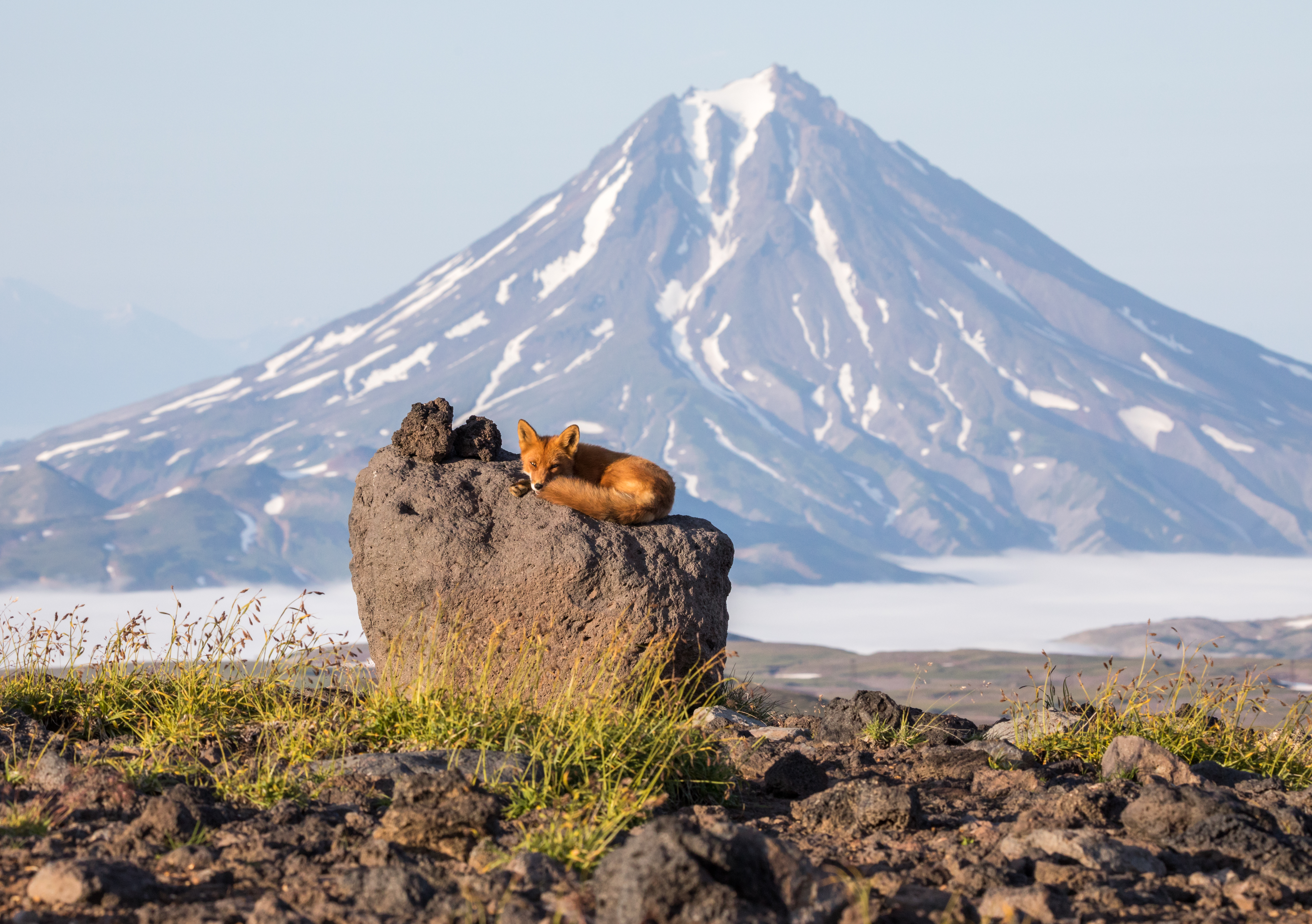
Renard roux devant le Vilioutchik dans le parc naturel du Kamtchatka du Sud. Aout 2019.

Le parc naturel du Kamtchatka du Sud ou parc naturel du sud-Kamchatka est un parc naturel situé au sud de la péninsule du Kamtchatka, dans l'Extrême-Orient russe. Il est juridiquement réservé à la protection du mode de vie traditionnel des Evenks.

## Géographie
Établie en 1975 en tant que réserve naturelle d'État (zakaznik fédérale) pour protéger les oiseaux migrateurs, elle obtient le statut de parc naturel en 1995. L'ensemble, forestier, est situé par 52° de latitude nord et 157°50' de longitude. Il couvre 486 000 ha autour du volcan Khodoutka (2 090 m) et du petit fleuve de même nom.
Le parc naturel du Kamtchatka du Sud est l'un des six sites classés en 1996 au patrimoine mondial de l'Unesco sous le titre de « volcans du Kamtchatka ».
Au sein du parc national, les visiteurs peuvent contempler des volcans (le Moutnovski et son groupe, le massif volcanique du Khodoutka, les volcans Vilioutchik et Ksoudach), quelque 150 lacs, de nombreuses sources chaudes, une  faune opulente (des ours bruns, des mouflons des montagnes, des rennes sauvages, des hermines, des phoques, 170 espèces d'oiseaux et une riche variété de poissons d'eau douce et de mer…) et une flore composée de 480 espèces recensées.
Depuis 2009 ce parc fait partie du nouvel ensemble repris sous le nom de parc naturel des volcans du Kamtchatka.